# Nouvelles du paradis
Nouvelles du paradis (titre original : Paradise News) est un roman de l'écrivain britannique David Lodge, publié en 1991.
Bernard Walsh accompagne son père à Hawaï pour assister sa tante malade du cancer. Le voyage le moins cher qu'il ait trouvé est un forfait de 15 jours avec Travelwise Tours. L'action se déroule vers 1990, principalement aux îles Hawaï, à Honolulu, mais aussi en Grande-Bretagne, à Londres et à « Rummidge », avatar de Birmingham dans plusieurs romans de David Lodge.

## Les personnages
La famille Walsh
C'est une famille irlandaise installée à Londres depuis l'entre-deux-guerres.
Bernard Walsh, 44 ans, brillant élève puis séminariste, a étudié au Collège anglais de Rome, puis a obtenu un doctorat en théologie à l'université d'Oxford ; il a longtemps enseigné dans un séminaire (« Saint Ethelbert's »), puis à l'occasion d'une restructuration, a été chargé d'une paroisse de la banlieue de Londres ; se rendant compte qu'il a perdu la foi et s'impliquant dans une liaison sans issue, il s'est excommunié en abandonnant sa charge sans l'accord de ses supérieurs ; il est devenu professeur de théologie à temps partiel à l'université de Rummidge.
Jack Walsh, son père, 74 ans, retraité, ancien employé de bureau, habite toujours la maison familiale dans la banlieue sud de Londres, à « Brickley » (avatar du quartier d'enfance de David Lodge, Brockley, dans le district de Lewisham).
Ursula Walsh, sa tante, 70 ans, s'est mariée avec un Américain à la fin de la guerre et, après avoir divorcé vers 1950, s'est installée à Honolulu. Elle a rompu avec sa famille depuis un séjour à Londres en 1952, durant lequel elle ne s'est pas adaptée à la situation de pauvreté de sa famille et de l'Angleterre en général ; l'incident fatidique a eu lieu lorsqu'elle a utilisé pour prendre un bain la réserve d'eau chaude de toute une journée ; la mère de Bernard a trouvé ce comportement intolérable ; Ursula, à son tour ulcérée, est repartie immédiatement aux États-Unis.
Sean Walsh, son oncle, né vers 1920, est mort dans un transport de troupes au début de la guerre et est devenu un héros pour la famille. 
Teresa Walsh, sa sœur, femme au foyer, élève une famille de cinq enfants, dont un fils handicapé, Patrick.
Habitants d'Hawaii
- Yolande Miller, née Argument, originaire de Boston, est séparée de son mari, mais non divorcée ; elle a sacrifié une éventuelle carrière universitaire à celle de son époux et occupe un petit emploi de conseillère personnelle à l'université de Hawaï. Elle affirme être un peu excédée par Hawaii : « Le paradis, c’est ennuyeux »
- Sophie Knoeplfmacher, voisine et amie d’Ursula, originaire de Chicago, dont le mari décédé était boucher casher.

Les touristes de Travelwise Tours
- Roger Sheldrake, 35 ans, anthropologue spécialiste du tourisme ; il n’est pas en vacances, mais sur un « travail de terrain ». Il veut être le « Karl Marx du tourisme » : celui qui déconstruit cette activité destructrice et inepte afin de sauver le monde. Il pense que le tourisme est le nouvel opium du peuple, un substitut de la religion : le tourisme culturel ayant remplacé les pèlerinages ; le tourisme balnéaire comme recherche du paradis (ce qui est le thème de l’ouvrage qu'il est en train d’écrire).
- La famille Best, caractérisée par la constante insatisfaction des parents et par les tensions entre eux et leurs deux enfants adolescents.
- Brian et Beryl Everthorpe, de Rummidge (Brian est un personnage de « Jeu de société », il était alors cadre chez Pringle’s) ; il est à la tête de sa propre entreprise commerciale ; tout en étant en « second voyage de noces », il espère faire des affaires et passer les frais du voyage dans la comptabilité de l’entreprise ; c'est par ailleurs un vidéaste compulsif, avide de capter des scènes imprévues, et mettant en scène des moments convenus, comme leur premier matin à Hawaii.
- Sidney et Lilian Brooks, de Londres, venus à l’invitation de leur fils, installé en Australie ; il veut leur présenter « une personne qui lui est très chère »[1], qui se révèle être un homme, et non une femme comme prévu.
- Russel et Cecily Harvey, de Londres, en voyage de noces, mais déjà en quasi-rupture à la suite de révélations inopportunes à son sujet
- Sue Butterworth et Dee Ripley, deux amies ; la première, mariée, accompagne la seconde dans de grands voyages et est supposée l’aider à trouver « l’âme sœur » ; Bernard Walsh est d'abord envisagé pour ce rôle, mais finalement une relation semble s'établir entre Dee et Roger Sheldrake.

## Résumé
Bernard Walsh a reçu un appel téléphonique d'Ursula, qui lui annonce qu'elle est atteinte d'un cancer et tient absolument à revoir son frère Jack avant de mourir ; elle demande qu'ils viennent tous les deux, offrant de payer les frais du voyage. Bernard a réussi à grand peine à persuader son père d'accepter. 
Le roman commence le 9 juillet par l'embarquement à Heathrow des passagers de Travelwise Tours, suivi du long voyage via Los Angeles, où Bernard fait la connaissance de Roger Sheldrake. 
A Honolulu, Bernard et Jack s'installent dans l'appartement d'Ursula, hospitalisée. Dès le lendemain, Jack Walsh, trompé par la conduite à droite, est renversé par une voiture et hospitalisé pour une fracture du bassin, ce qui compromet pour un bon moment toute visite à Ursula. 
Bernard doit dès lors s'occuper de son père en même temps que de sa tante.  
Ayant été doté d'une procuration, Bernard se charge de mettre au point la situation financière d'Ursula, qui est apparemment modeste et risque de ne pas suffire pour faire face à un séjour de quelques mois en maison de retraite médicalisée (son plan d'assurance ne couvrant que l'hospitalisation). Mais il découvre un document oublié, une action IBM achetée en 1950 et jamais utilisée depuis : cette seule action, par le jeu des distributions gratuites intervenues depuis, vaut 2464 actions de 1990, soit 278 000 $. 
Parallèlement, il  sympathise avec la conductrice de l'automobile, Yolande Miller, qui au départ, veut éviter un procès, alors que des pressions sont exercées sur Bernard pour qu'il en engage un. Leur relation devient cependant un peu tendue en raison de circonstances liées au passé de Bernard ; n'arrivant pas à s'expliquer oralement, il lui transmet son journal des quelques jours passés, qui inclut un récit autobiographique, y compris l'échec de sa liaison trois ans auparavant. Yolande lui propose alors de faire son initiation amoureuse.
Ursula, placée dans une institution très haut de gamme, a avec Bernard des discussions religieuses, portant en particulier sur l'au-delà et le péché (en parallèle, Jack Walsh reçoit régulièrement la visite de Sophie Knoeplmacher, et ils discutent de la doctrine catholique). Ursula  révèle à Bernard un secret familial : alors qu'elle avait 8 ans, elle a été victime de pratiques sexuelles de la part de Sean, âgé de 15 ans ; Jack, au courant, n'a rien fait pour empêcher Sean de continuer. Elle n'a jamais pu demander des comptes à Sean, mort alors qu'elle était adolescente, ni évoquer ces faits devant les autres membres de la famille et sa vie en a été marquée, en particulier sa relation avec son mari. 
Bernard réussit à organiser la rencontre d'Ursula et Jack ; il n'y est pas présent, mais elle lui dit ensuite qu'ils se sont convenablement expliqués ; il informe sa tante de l'existence de Yolande, qui l'assistera après son retour en Angleterre (fin juillet). Ursula meurt quelques semaines plus tard, laissant sa fortune à Patrick (son petit-neveu handicapé) et à Bernard. Ses cendres sont dispersées au large de la plage de Waikiki. En octobre, Yolande annonce à Bernard qu'elle a pris la décision de divorcer et qu'elle viendra en visite à Rummidge pour Noël.

## Analyse

### La narration
Le roman est divisé en trois parties.
Dans la première partie (6 chapitres, du 9 au 11 juillet), le récit est fait par un narrateur qui se place du point de vue de tel ou tel personnage d’une scène donnée. Au commencement du roman, le point de vue est celui de l'agent d'accueil de Travelwise Tours à Heathrow, qui voit arriver ses passagers les uns après les autres, jusqu’à l’arrivée de Bernard et de son père. Par la suite, le point de vue est le plus souvent celui de Bernard, mais il passe aussi à divers membres du groupe des touristes, notamment au moment où ils entendent la sirène de l'ambulance, sans savoir qu'elle emmène Jack Walsh.
Dans la seconde partie (2 chapitres), d'abord, Bernard Walsh tient un journal des journées du 12 au 16 juillet et rédige un récit de sa vie jusqu'à son abandon de la prêtrise. Dans le second chapitre, le roman évoque la « vie de touriste » à travers les lettres, emails, cartes postales envoyées par divers membres du groupe Travelwise, ce qui permet parfois de voir le même événement selon des points de vue différents.
Dans la troisième partie (4 chapitres), le point de vue est celui de Bernard Walsh sur les événements du 17 au 23 juillet, puis sur une journée d'octobre où il donne son premier cours, consacré au paradis dans la théologie moderne, et où il reçoit une lettre de Yolande Miller qui lui raconte de façon détaillée les derniers jours et les funérailles d'Ursula.

### Les thèmes

#### Thèmes majeurs
Le paradis
Le concept de « paradis » est présent à la fois comme métaphore commerciale et touristique et comme problème théologique. 
On peut remarquer que le titre du roman est repris du titre d'une supposée publication de l'office de tourisme hawaiien ; mais surtout le mot « paradis » est utilisé de façon systématique par des entreprises diverses, dont Sheldrake dresse la liste : « Boulangerie du Paradis, Ferrari and Lamborghini du Paradis... ». La métaphore, qui évoque une plage tropicale quasiment déserte, devient comique à Honolulu, notamment dans le quartier de Waikiki, le plus touristique. Du fait de cette situation, une grande compagnie hôtelière vient de créer dans une île encore intacte un « véritable » paradis, « Wyatt Haikoloa », qui est en fait un Center Park géant.
Le tourisme de masse
La question est présente de façon directe à travers le personnage de Roger Sheldrake ; et indirecte dans nombre de passages du roman. 

#### Thèmes mineurs
Aspects de la société américaine
- Propension à faire des procès
- Problèmes liés au système d'assurances sociales

Le surf
Ce sport, évidemment « incontournable », est présent dans le roman à travers les personnages de Bernard Walsh et de Russel Harvey. Pour Bernard, c'est un objet d'admiration. Il cite des vers de Shakespeare : « Je l'ai vu frapper sous lui les vagues et avancer sur leur dos » et ajoute : « Je me demande si c'est la première description du surf dans la littérature anglaise. ». Russell Harvey, esseulé du fait de la colère de son épouse, découvre le surf à l'occasion d'un zapping télévisuel et se met à le pratiquer. Cecily découvre un jour qu'il s'est trouvé une activité de substitution et écrit à une amie : « Une fois, il a réussi à prendre une vague et à rester debout pendant quelques secondes... Ces quelques secondes m'ont presque fait oublier quel porc il est. ». Effectivement, ils se réconcilieront à la suite d'un accident de surf subi par Russel.
La culture hawaiienne
La question est directement évoquée par Yolande Miller, qui ressent de façon exacerbée sa quasi-disparition (elle a commencé à apprendre la langue, mais a arrêté en constatant qu'elle n'est plus pratiquée) ; dans le roman, est évoquée sa récupération par l'industrie du tourisme (lei d'accueil, orchestres hawaien, mariages hawaiens, etc). Arrivant à l'hôtel Wyatt, Bernard Walsh est accueilli par un orchestre bavarois en costume traditionnel, « ce qui représente un changement par rapport à l'habituelle musique de guitare ».
Cependant, dans la description des funérailles d'Ursula, Yolande Miller évoque une messe en plein air (sur la plage) durant laquelle des jeunes Hawaiennes dansaient le hula : « Je savais que le hula était à l'origine une danse religieuse, mais ... le hula qu'on voit à Waikiki est entre la danse du ventre et le burlesque. Aussi, cela a été un choc de le voir dansé pendant la messe. Mais cela marchait parce que ces jeunes filles n'étaient pas particulièrement virtuoses, ni particulièrement belles. Elles n'avaient pas le sourire fixe qu'on associe aux danseuses de hula. Elles paraissaient sérieuses et concentrées. ».

## Éditions
- Anglaises
  - Édition originale : Secker and Warburg, Londres, 1991
  - Éditions de poche : Penguin Books, 1992, 369 p. [ (ISBN 0140167285)] ; Vintage, 2011
- Françaises (traduction[13] de Maurice et Yvonne Couturier)
  - Le Grand Livre du Mois, 1992, 315 p. Notice BnF
  - Rivages, 1994, 479 p. [ (ISBN 2-86930-778-0)]
- Autres : Paradise News a été traduit en 9 autres langues : Catalan, Chinois, Espagnol, Italien, Polonais, Portugais, Roumain, Russe, Tchèque[14]